# Sedum glaebosum
Sedum glaebosum är en fetbladsväxtart som beskrevs av Fröderstr.. Sedum glaebosum ingår i Fetknoppssläktet som ingår i familjen fetbladsväxter. Inga underarter finns listade i Catalogue of Life.